# Abel Sánchez (pel·lícula)
Abel Sánchez és una adaptació cinematogràfica de l'any 1946 de la coneguda novel·la homònima de Miguel de Unamuno del mateix títol publicada en 1917, que versa sobre l'odi entre dos amics de la infància, Joaquín i Abel, enfrontats pel seu amor a la cosina de Joaquín.
En la tercera edició de les medalles del Cercle d'Escriptors Cinematogràfics Jesús García Leoz va rebre la Medalla a la millor música pel seu treball en aquesta i altres pel·lícules realitzades aquest any 1947.